# Chryseuscelus
Chryseuscelus es un género de coleópteros curculionoideos de la familia Attelabidae. En 1925 Voss describió el género. Esta es la lista de especies que lo componen:
- Chryseuscelus aureolus
- Chryseuscelus bullatus
- Chryseuscelus biguttatus
- Chryseuscelus dominicanus
- Chryseuscelus haitensis
- Chryseuscelus sexmaculatus
- Chryseuscelus vittaticollis